# NWA North American Heavyweight Championship (Amarillo version)
L'NWA North American Heavyweight Championship (Amarillo version) è stato un titolo di wrestling promosso dalla federazione NWA Western States, territorio della National Wrestling Alliance (NWA).
Il titolo fu attivo dal 1956 al 1969, quando fu ritirato e sostituito nel territorio dal NWA Western States Heavyweight Championship.

## Storia
Il titolo fa parte di una serie di riconoscimenti con lo stesso nome promossi dai territori della NWA. Il territorio di Amarillo, gestito dalla NWA Western States, fu il primo a promuovere stabilmente una sua versione nel 1956, riconoscendo come campione Jim Wright a partire dal suo arrivo nella federazione e utilizzando probabilmente la stessa cintura che era stata utilizzata nei mesi precedenti in Florida e Georgia. 
Il titolo fu disattivato nel luglio 1969, quando la federazione introdusse il NWA Western States Heavyweight Championship in sua sostituzione. 

## Albo d'oro
| Legenda  |                                                                               |
| -------- | ----------------------------------------------------------------------------- |
| #        | Indica il numero del regno titolato                                           |
| Regno    | Viene indicato il numero del regno del campione                               |
| Data     | La data in cui il titolo è stato vinto                                        |
| Località | Indica il luogo in cui il titolo è stato vinto                                |
| Note     | Indica notizie particolari riguardanti i cambi di titolo o altre informazioni |

| #  | Campione         | Regno | Data              | Giorni | Località        | Evento     | Note | Fonti |
| -- | ---------------- | ----- | ----------------- | ------ | --------------- | ---------- | --- | ----- |
| 1  | Jim Wright       | 1     | dicembre 1956     | --     | --              | --         | Wright fu annunciato come campione al suo arrivo nel territorio. |       |
| 2  | Dizzy Davis      | 1     | 3 gennaio 1957    | 28     | Amarillo, Texas | House show | |       |
| 3  | Dory Funk        | 1     | 31 gennaio 1957   | 7      | Amarillo, Texas | House show | |       |
| 4  | The Great Bolo   | 1     | 7 febbraio 1957   | 21     | Amarillo, Texas | House show | Bolo vinse anche il NWA Southwest States Heavyweight Championship, sconfiggendo Dory Funk il 14 febbraio 1957. |       |
| 5  | Dory Funk        | 2     | 28 febbraio 1957  | 42     | Amarillo, Texas | House show | In un incontro in cui erano in palio entrambi i titoli. |       |
| 6  | Roy Shire        | 1     | 11 aprile 1957    | 7      | Amarillo, Texas | House show | |       |
| 7  | Don Curtis       | 1     | 18 aprile 1957    | 21     | Amarillo, Texas | House show | |       |
| 8  | Bob Geigel       | 1     | 9 maggio 1957     | 98     | Amarillo, Texas | House show | |       |
| 9  | Mike DiBiase     | 1     | 15 agosto 1957    | 42     | Amarillo, Texas | House show | |       |
| —  | Vacante          | —     | 26 settembre 1957 | —      | —               | —          | Il titolo fu reso vacante in seguito ad un finale controverso di una difesa titolata contro Dory Funk; lo spareggio, avvenuto il 3 ottobre, terminò in pareggio e Funk riportò un infortunio che non gli permise di partecipare ad un secondo incontro. Durante questo periodo Sonny Myers venne promosso come campione nel territorio dell'Arizona, seppur non vinse mai il titolo. |       |
| 10 | Dory Funk        | 3     | 24 ottobre 1957   | 42     | Amarillo, Texas | House show | In un torneo per riassegnare il titolo vacante, sconfiggendo in finale Leo Garibaldi. |       |
| 11 | Mike DiBiase     | 2     | 5 dicembre 1957   | 6      | Amarillo, Texas | House show | Il cambio di titolo non fu riconosciuto a Lubbock, dove Funk continuò a difendere il titolo il 12 dicembre. |       |
| 12 | Dory Funk        | 4     | 11 dicembre 1957  | 43     | Lubbock, Texas  | House show | Durante questo periodo Art Nelson venne promosso come campione nel territorio dell'Arizona, seppur non vinse mai il titolo. |       |
| 13 | Buddy Rogers     | 1     | 23 gennaio 1958   | 70     | Amarillo, Texas | House show | |       |
| 14 | Dory Funk        | 5     | 3 aprile 1958     | 70     | Amarillo, Texas | House show | |       |
| —  | Vacante          | —     | 12 giugno 1958    | —      | —               | —          | Il titolo fu reso vacante quando Funk vinse il NWA World Junior Heavyweight Championship. |       |
| 15 | Mighty Zorro     | 1     | 19 giugno 1958    | 28     | Amarillo, Texas | House show | In un torneo per riassegnare il titolo vacante, sconfiggendo in finale Don Curtis. |       |
| 16 | Mike DiBiase     | 3     | 17 luglio 1958    | 27     | Amarillo, Texas | House show | |       |
| 17 | Ricky Romero     | 1     | 13 agosto 1958    | 121    | Lubbock, Texas  | House show | |       |
| 18 | Mike DiBiase     | 4     | 12 dicembre 1958  | 48     | Lubbock, Texas  | House show | |       |
| 19 | Dory Funk        | 6     | 29 gennaio 1959   | 119    | Amarillo, Texas | House show | |       |
| 20 | Nick Roberts     | 1     | 28 maggio 1959    | 7      | Amarillo, Texas | House show | |       |
| 21 | Dory Funk        | 7     | 4 giugno 1959     | 70     | Amarillo, Texas | House show | |       |
| 22 | Antone Leone     | 1     | 13 agosto 1959    | 112    | Amarillo, Texas | House show | |       |
| 23 | Dory Funk        | 8     | 3 dicembre 1959   | --     | Amarillo, Texas | House show | |       |
| —  | Vacante          | —     | gennaio 1960      | —      | —               | —          | Il titolo fu reso vacante per un infortunio subito da Funk. |       |
| 24 | Rock Hunter      | 1     | 14 gennaio 1960   | 7      | Amarillo, Texas | House show | In un torneo per riassegnare il titolo vacante, sconfiggendo in finale Dick Hutton. |       |
| 25 | Sonny Myers      | 1     | 21 gennaio 1960   | 56     | Amarillo, Texas | House show | |       |
| 26 | Gene LeBell      | 1     | 17 marzo 1960     | 20     | Amarillo, Texas | House show | |       |
| —  | Vacante          | —     | 6 aprile 1960     | —      | —               | —          | Ricky Romero sconfisse Lebell per il titolo, ma l'incontro fu dichiarato nullo e il titolo reso vacante. Durante questo periodo Dory Funk venne promosso come campione nel territorio di Odessa, seppur non vinse mai il titolo. |       |
| 27 | Mike DiBiase     | 5     | 27 luglio 1960    | 56     | Lubbock, Texas  | House show | In un torneo per riassegnare il titolo vacante, sconfiggendo in finale Nick Roberts. |       |
| 28 | Pancho Loez      | 1     | 21 settembre 1960 | 36     | Lubbock, Texas  | House show | |       |
| 29 | Mike DiBiase     | 6     | 27 ottobre 1960   | 21     | Amarillo, Texas | House show | |       |
| 30 | Pancho Loez      | 2     | 17 novembre 1960  | 7      | Amarillo, Texas | House show | |       |
| 31 | Nikita Mulkovich | 1     | 24 novembre 1960  | 112    | Amarillo, Texas | House show | |       |
| 32 | Dory Funk        | 9     | 16 marzo 1961     | 98     | Amarillo, Texas | House show | Danny McShain sconfisse Funk per il titolo il 7 giugno, ma l'incontro fu dichiarato nullo e il cambio di titolo non riconosciuto. |       |
| 33 | Danny McShain    | 1     | 22 giugno 1961    | 21     | Amarillo, Texas | House show | |       |
| 34 | Dory Funk        | 10    | 13 luglio 1961    | 287    | Amarillo, Texas | House show | Tony Borne sconfisse Funk per il titolo il 13 settembre, ma l'incontro fu dichiarato nullo e il cambio di titolo non riconosciuto. |       |
| 35 | Fritz Von Erich  | 1     | 26 aprile 1962    | 42     | Amarillo, Texas | House show | |       |
| 36 | Dory Funk        | 11    | 7 giugno 1962     | 112    | Amarillo, Texas | House show | Sputnik Monroe e Fritz Von Erich sconfissero Funk per il titolo rispettivamente l'11 luglio e il 5 settembre, ma in entrambi i casi l'incontro fu dichiarato nullo e il cambio di titolo non riconosciuto. |       |
| —  | Vacante          | —     | 27 settembre 1962 | —      | —               | —          | Il titolo fu reso vacante in seguito ad una doppia squalifica in una difesa titolata contro Fritz Von Erich |       |
| 37 | Dory Funk        | 12    | 1 novembre 1962   | --     | Amarillo, Texas | House show | In uno spareggio per riassegnare il titolo vacante contro Fritz Von Erich. |       |
| —  | Vacante          | —     | 1962              | —      | —               | —          | Il titolo fu reso vacante per motivi non noti |       |
| 38 | Dory Funk        | 13    | 16 gennaio 1963   | 97     | Lubbock, Texas  | House show | In un torneo per riassegnare il titolo vacante, sconfiggendo in finale Gene Kiniski. Il 20 febbraio Fritz Von Erich vinse un incontro titolato per squalifica ma inizialmente l'arbitro gli assegnò il titolo, scelta poi revocata dalla federazione. |       |
| 39 | Sputnik Monroe   | 1     | 23 aprile 1963    | 23     | Odessa, Texas   | House show | Il cambio di titolo non fu riconosciuto a El Paso, dove Funk continuò a difendere il titolo il 26 aprile. |       |
| 40 | Dory Funk        | 14    | 16 maggio 1963    | 147    | Amarillo, Texas | House show | |       |
| 41 | The Sheik        | 1     | 10 ottobre 1963   | 189    | Amarillo, Texas | House show | |       |
| 42 | Dory Funk        | 15    | 16 aprile 1964    | 98     | Amarillo, Texas | House show | |       |
| 43 | Fritz Von Erich  | 2     | 23 luglio 1964    | 7      | Amarillo, Texas | House show | |       |
| 44 | Dory Funk        | 16    | 30 luglio 1964    | 175    | Amarillo, Texas | House show | |       |
| —  | Vacante          | —     | 21 gennaio 1965   | —      | —               | —          | Il 14 gennaio Johnny Valentine sconfisse Dory Funk per il titolo; il cambio di titolo fu inizialmente riconosciuto, ma la decisione fu ribaltata il 21 gennaio e il titolo venne dichiarato vacante. Il primo spareggio tra i due ebbe luogo il 28 gennaio e terminò in parità. |       |
| 45 | Johnny Valentine | 1     | 10 febbraio 1965  | 8      | Lubbock, Texas  | House show | |       |
| 46 | Dory Funk Jr.    | 1     | 18 febbraio 1965  | --     | Amarillo, Texas | House show | |       |
| —  | Vacante          | —     | marzo 1965        | —      | —               | —          | Funk rese vacante il titolo prima di partire per una tournée in Australia. |       |
| 47 | Johnny Valentine | 2     | 17 marzo 1965     | 57     | Lubbock, Texas  | House show | In un torneo per riassegnare il titolo vacante, sconfiggendo in finale Don Curtis. |       |
| —  | Vacante          | —     | 13 maggio 1965    | —      | —               | —          | Il titolo fu reso vacante quando Valentine non partecipò ad un incontro titolato. |       |
| 48 | Dory Funk        | 17    | 13 maggio 1965    | --     | Amarillo, Texas | House show | In uno spareggio per riassegnare il titolo contro Joe Scarpa. |       |
| —  | Vacante          | —     | agosto 1965       | —      | —               | —          | Il titolo fu reso vacante in seguito ad un infortunio di Funk causato da un incidente d'auto. |       |
| 49 | Don McClarty     | 1     | 7 ottobre 1965    | 35     | Amarillo, Texas | House show | In un torneo per riassegnare il titolo vacante, sconfiggendo in finale Doug Gilbert. |       |
| 50 | Ricky Romero     | 2     | 11 novembre 1965  | 62     | Amarillo, Texas | House show | |       |
| 51 | Dutch Savage     | 1     | 12 gennaio 1966   | 7      | Lubbock, Texas  | House show | |       |
| 52 | Ricky Romero     | 3     | 19 gennaio 1966   | 35     | Lubbock, Texas  | House show | |       |
| 53 | Mike DiBiase     | 1     | 23 febbraio 1966  | 15     | Lubbock, Texas  | House show | |       |
| 54 | Dory Funk        | 18    | 10 marzo 1966     | 259    | Amarillo, Texas | House show | |       |
| 55 | Dick Steinborn   | 1     | 24 novembre 1966  | 49     | Amarillo, Texas | House show | |       |
| 56 | Dory Funk        | 19    | 12 gennaio 1967   | --     | Amarillo, Texas | House show | |       |
| —  | Vacante          | —     | gennaio 1967      | —      | —               | —          | Il titolo fu reso vacante per motivi non noti |       |
| 57 | Dick Steinborn   | 2     | 19 gennaio 1967   | 97     | Amarillo, Texas | House show | In un torneo per riassegnare il titolo vacante, sconfiggendo in finale Pat O'Connor. The Lawman vinse un incontro titolato il 20 febbraio, ma il cambio di titolo fu riconosciuto solo ad Abilene. |       |
| —  | Vacante          | —     | 26 aprile 1967    | —      | —               | —          | Il titolo fu reso vacante in seguito ad una difesa titolata contro Dory Funk Jr. terminata in parità. |       |
| 58 | Dory Funk Jr.    | 2     | 3 maggio 1967     | 21     | Lubbock, Texas  | House show | In uno spareggio per riassegnare il titolo vacante contro Steinborn. |       |
| 59 | The Medic        | 1     | 24 maggio 1967    | 7      | Lubbock, Texas  | House show | |       |
| 60 | Dory Funk Jr.    | 3     | 31 maggio 1967    | 29     | Lubbock, Texas  | House show | |       |
| 61 | Kinji Shibuya    | 1     | 29 giugno 1967    | 63     | Amarillo, Texas | House show | |       |
| 62 | Dory Funk        | 20    | 31 agosto 1967    | 221    | Amarillo, Texas | House show | |       |
| —  | Vacante          | —     | 8 aprile 1968     | —      | —               | —          | Il titolo fu reso vacante in seguito ad una difesa titolata contro Sputnik Monroe terminata in parità. |       |
| 63 | Dory Funk        | 21    | 18 aprile 1968    | 112    | Amarillo, Texas | House show | In uno spareggio per riassegnare il titolo vacante contro Monroe. |       |
| 64 | Clubfoot Inferno | 1     | 8 agosto 1968     | 28     | Amarillo, Texas | House show | Regno riconosciuto solo parzialmente. |       |
| 65 | Dory Funk        | 22    | 5 settembre 1968  | --     | Amarillo, Texas | House show | |       |
| —  | Vacante          | —     | ottobre 1968      | —      | —               | —          | Il titolo fu reso vacante in seguito ad un infortunio subito da Funk. |       |
| 66 | Pat Patterson    | 1     | 24 ottobre 1968   | 59     | Amarillo, Texas | House show | In un torneo per riassegnare il titolo vacante, sconfiggendo in finale Pat O'Connor. |       |
| 67 | Buddy Colt       | 1     | 22 dicembre 1968  | 172    | Miami, Florida  | House show | |       |
| 68 | Dory Funk        | 23    | 12 giugno 1969    | --     | Amarillo, Texas | House show | |       |
| —  | Disattivato      | —     | luglio 1969       | —      | —               | —          | Il titolo fu disattivato per essere sostituito dal NWA Western States Heavyweight Championship. |       |